# Jean-Philippe Mateta
Jean-Philippe Mateta, född 28 juni 1997, är en fransk fotbollsspelare som spelar för Crystal Palace.

## Karriär
I juni 2018 värvades Mateta av Mainz 05, där han skrev på ett fyraårskontrakt. I juni 2019 förlängde Mateta sitt kontrakt fram till 2023. Den 21 januari 2021 lånades Mateta ut till Crystal Palace på ett låneavtal över 18 månader. Den 31 januari 2022 blev han klar för en permanent övergång till Crystal Palace och skrev på ett 4,5-årskontrakt med klubben.